# Kafr Batra
Kafr Batra (arab. كفر بطرة) – wieś w Syrii, w muhafazie Aleppo, w dystrykcie Afrin. W 2004 roku liczyła 63 mieszkańców.